# U.S. Route 17
U.S. Route 17 (också kallad U.S. Highway 17 eller med förkortningen  US 17) 
är en amerikansk landsväg. Den går ifrån Punta Gorda Florida i söder till Winchester Virginia i norr och har en längd av 1 914 km. Den kallas ofta för Ocean Highway på grund av att den går längs Atlanten. Vägen passerar igenom de större städerna Orlando, Jacksonville, Savannah, Charleston, Myrtle Beach, Wilmington och Norfolk.